# Артур Боруц
Артур Боруц (пољ. Artur Boruc; Седлце, 20. фебруар 1980) бивши је пољски фудбалер који је играо на позицији голмана. Био је пољски репрезантивац у јуниорској и сениорској репрезентацији.

## Каријера
Од 1999. године је играо за Легију Варшава. У почетку је био резерва, али од 2001. године је играо у првом тиму. Дао је један гол. Од 2005. године игра за Селтик, где је прво позајмљен на годину дана, а потом и купљен. У октобру 2005. је потписао уговор са клубом који траје до 2009. године. 14. јула 2010. купила га је Фјорентина за око 1,2 милиона евра, потписивањем двогодишњег уговора. За Виолу је направио свој званични деби 26. октобра против Емполија у италијанском купу.

## Трофеји
Легија Варшава
- Првенство Пољске (1) : 2001/02.
- Лига куп Пољске (1) : 2002.

Селтик
- Премијер лига Шкотске (3) : 2005/06, 2006/07, 2007/08.
- Лига куп Шкотске (2) : 2006, 2009.
- Куп Шкотске (1) : 2007.